# Bur Reremal
Bur Reremal är ett berg i Indonesien.   Det ligger i provinsen Aceh, i den västra delen av landet, 1 600 km nordväst om huvudstaden Jakarta. Toppen på Bur Reremal är 1 827 meter över havet, eller 176 meter över den omgivande terrängen. Bredden vid basen är 1,1 km.
Terrängen runt Bur Reremal är huvudsakligen kuperad. Runt Bur Reremal är det ganska tätbefolkat, med 86 invånare per kvadratkilometer. I omgivningarna runt Bur Reremal växer i huvudsak städsegrön lövskog.